# Sankt Oswald (kommunfritt område)
Sankt Oswald är ett kommunfritt område i Landkreis Freyung-Grafenau i Regierungsbezirk Niederbayern i förbundslandet Bayern i Tyskland.